# كريس سوليفان (لاعب كرة قدم أمريكية)
كريس سوليفان (بالإنجليزية: Chris Sullivan)‏ هو لاعب كرة قدم أمريكية أمريكي، ولد في 14 مارس 1973 في نورث أتلبورو في الولايات المتحدة.

## وصلات خارجية
- كريس سوليفان على موقع مرجع كرة القدم المحترفة.كوم (الإنجليزية)